# Herbert Leeson Edlin
Herbert Leeson Edlin (1913 - 1977 ) fue un botánico inglés.

## Algunas publicaciones

### Libros
- 1952. The changing wild life of Britain. Ed. Batsford. 184 pp.
- 1969. What wood is that?: A manual of wood identification. Volumen Parte 2 Studio Series. Ed. Viking Press. 160 pp.
- 1971. The public park. The Local Search Series. Ed. Routledge. 66 pp. ISBN 0710070187 En línea
- 1973. Woodland crafts in Britain: an account of the traditional uses of trees and timbers in the British countryside. Ed. David & Charles. 182 pp.
- herbert leeson Edlin, maurice Nimmo. 1978. The illustrated encyclopedia of trees: timbers and forests of the world. Corning Museum of Glass Monograph. 256 pp. Ed. Harmony Books. ISBN 0517534509

- La abreviatura «Edlin» se emplea para indicar a Herbert Leeson Edlin como autoridad en la descripción y clasificación científica de los vegetales.[1]